# Дом Барятинского
Дом Барятинского — памятник архитектуры. Расположен в Санкт-Петербурге, современный адрес — Миллионная улица, 21, Мошков переулок, 6.
В 1717 году участок, который затем был разделён надвое, получил для застройки П. И. Мошков. Здание построено в 1720—30-х годах по проекту неизвестного архитектора. В конце XVIII — начале XIX века в здании располагалось комендантское управление (ордонансгауз) Санкт-Петербурга, затем дом принадлежал коллежскому советнику Степану Козелле, а после него — графу Александру Ивановичу Чернышёву.
В 1830-х годах по заказу Чернышёва архитектор И. И. Шарлемань перестроил дом. Граф Чернышев подарил его своей дочери Елизавете, которая в 1840 году вышла замуж за князя Владимира Ивановича Барятинского. В 1900—03 годах архитектор Е. С. Воротилов перестроил дворовые корпуса, а в 1912 году над ними надстроил четвёртый этаж архитектор Н. Д. Каценеленбоген.
После смерти Елизаветы Александровны Барятинской в 1902 году и до революции особняком владели её дочь Мария Владимировна и её муж, приходившийся ей двоюродным братом, Иван Викторович Барятинский.
Фасад классический, безордерный. По горизонтали членение подчёркнуто мотивом лепных поясов, по вертикали — ризалитами в центре и по краям. Внутри здания сохранились резные двери и лепные карнизы середины XIX века.